# Tiquadra
Tiquadra is een geslacht van vlinders uit de familie van de echte motten (Tineidae). De wetenschappelijke naam werd in 1863 gepubliceerd door Francis Walker, met de beschrijving van Tiquadra inscitella afkomstig uit Mexico.
Het zijn vrij kleine, robuuste motten met een vleugelspanwijdte van 9 tot 14 mm. Ze komen voor in tropische en subtropische gebieden in Centraal- en Zuid-Amerika, Centraal- en Zuid-Afrika, Azië (o.m. de Filipijnen, Nieuw-Guinea, Maleisië) en Oceanië.

## Soorten
- T. aeneonivella (Walker, 1864)
- T. atomarcha (Meyrick, 1917)
- T. avitella (Walker, 1866)
- T. butyranthes Meyrick, 1931
- T. circumdata (Zeller, 1877)
- T. crocidura Meyrick, 1922
- T. cultrifera Meyrick, 1914
- T. drapetica Meyrick, 1919
- T. enstacta (Meyrick, 1928)
- T. etiennei Viette, 1988
- T. exercitata Meyrick, 1911
- T. galactura Meyrick, 1931
- T. ghesquierei Gozmány, 1967
- T. goochii Walsingham, 1881
- T. guillermeti Viette, 1988
- T. gypsatma (Meyrick, 1911)
- T. halithea (Meyrick, 1927)
- T. inophora (Meyrick, 1919)
- T. inscitella Walker, 1863
- T. lentiginosa (Zeller, 1877)
- T. lichena Walsingham, 1897
- T. lichenea Walsingham, 1897
- T. maculata (Meyrick, 1886)
- T. mallodeta Meyrick, 1924
- T. nivosa (Felder, 1875)
- T. nubilella Amsel, 1956
- T. nucifraga Meyrick, 1919
- T. ochreata Gozmány, 1967
- T. percuniae (Zeller, 1877)
- T. pontifica Meyrick, 1919
- T. reversella (Walker, 1866)
- T. semiglobata Meyrick, 1922
- T. seraphinei Guillermet, 2009
- T. stenopa Walsingham, 1914
- T. syntripta Meyrick, 1922
- T. vilis Meyrick, 1922